# ATP World Tour 2011
L'ATP World Tour 2011 és el circuit de tennis professional masculí de l'any 2011 organitzat per l'ATP. La temporada inclou un total de 66 torneigs dividits en Grand Slams (organitzats per la ITF), ATP World Tour Masters 1000, sèries ATP World Tour 500, sèries ATP World Tour 250 i un ATP World Tour Finals. També s'inclou la disputa de la Copa Davis i la Copa Hopman. Els torneigs es disputen entre el 4 de gener i el 30 de novembre de 2011.

## Calendari
Taula sobre el calendari complet dels tornejos que pertanyen a la temporada 2011 de l'ATP World Tour. També s'inclouen els vencedors dels quadres individuals i dobles de cada torneig.
| Grand Slam                  |
| ATP World Tour Finals       |
| ATP World Tour Masters 1000 |
| ATP World Tour 500          |
| ATP World Tour 250          |
| Esdeveniments per equips    |

| Data d'inici   | Torneig                           | Superfície    | Guanyador/s                                                                           | Finalista/es                                                            |
| -------------- | --------------------------------- | ------------- | ------------------------------------------------------------------------------------- | ----------------------------------------------------------------------- |
| 3 de gener     | Copa Hopman                       | Dura          | Estats Units                                                                          | Bèlgica                                                                 |
| 3 de gener     | Brisbane                          | Dura          | Robin Söderling                                                                       | Andy Roddick                                                            |
| 3 de gener     | Brisbane                          | Dura          | Lukáš Dlouhý / Paul Hanley                                                            | Robert Lindstedt / Horia Tecău                                          |
| 3 de gener     | Chennai                           | Dura          | Stanislas Wawrinka                                                                    | Xavier Malisse                                                          |
| 3 de gener     | Chennai                           | Dura          | Mahesh Bhupathi / Leander Paes                                                        | Robin Haase / David Martin                                              |
| 3 de gener     | Doha                              | Dura          | Roger Federer                                                                         | Nikolai Davidenko                                                       |
| 3 de gener     | Doha                              | Dura          | Marc López / Rafael Nadal                                                             | Daniele Bracciali / Andreas Seppi                                       |
| 10 de gener    | Sydney                            | Dura          | Gilles Simon                                                                          | Viktor Troicki                                                          |
| 10 de gener    | Sydney                            | Dura          | Lukáš Dlouhý / Paul Hanley                                                            | Bob Bryan / Mike Bryan                                                  |
| 10 de gener    | Auckland                          | Dura          | David Ferrer                                                                          | David Nalbandian                                                        |
| 10 de gener    | Auckland                          | Dura          | Marcel Granollers / Tommy Robredo                                                     | Johan Brunström / Stephen Huss                                          |
| 17 de gener    | Open d'Austràlia                  | Dura          | Novak Đoković                                                                         | Andy Murray                                                             |
| 17 de gener    | Open d'Austràlia                  | Dura          | Bob Bryan / Mike Bryan                                                                | Mahesh Bhupathi / Leander Paes                                          |
| 17 de gener    | Open d'Austràlia                  | Dura          | Katarina Srebotnik / Daniel Nestor                                                    | Yung-Jan Chan / Paul Hanley                                             |
| 31 de gener    | Johannesburg                      | Dura          | Kevin Anderson                                                                        | Somdev Devvarman                                                        |
| 31 de gener    | Johannesburg                      | Dura          | James Cerretani / Adil Shamasdin                                                      | Scott Lipsky / Rajeev Ram                                               |
| 31 de gener    | Zagreb                            | Dura interior | Ivan Dodig                                                                            | Michael Berrer                                                          |
| 31 de gener    | Zagreb                            | Dura interior | Dick Norman / Horia Tecau                                                             | Marcel Granollers / Marc López                                          |
| 31 de gener    | Santiago                          | Terra batuda  | Tommy Robredo                                                                         | Santiago Giraldo                                                        |
| 31 de gener    | Santiago                          | Terra batuda  | Marcelo Melo / Bruno Soares                                                           | Lukasz Kubot / Oliver Marach                                            |
| 7 de febrer    | San Jose                          | Dura interior | Milos Raonic                                                                          | Fernando Verdasco                                                       |
| 7 de febrer    | San Jose                          | Dura interior | Scott Lipsky / Rajeev Ram                                                             | Alejandro Falla / Xavier Malisse                                        |
| 7 de febrer    | Rotterdam                         | Dura interior | Robin Söderling                                                                       | Jo-Wilfried Tsonga                                                      |
| 7 de febrer    | Rotterdam                         | Dura interior | Jürgen Melzer / Philipp Petzschner                                                    | Michaël Llodra / Nenad Zimonjić                                         |
| 7 de febrer    | Costa do Sauipe                   | Terra batuda  | Nicolás Almagro                                                                       | Aleksandr Dolhopòlov                                                    |
| 7 de febrer    | Costa do Sauipe                   | Terra batuda  | Marcelo Melo / Bruno Soares                                                           | Pablo Andújar / Daniel Gimeno-Traver                                    |
| 14 de febrer   | Marsella                          | Dura interior | Robin Söderling                                                                       | Marin Čilić                                                             |
| 14 de febrer   | Marsella                          | Dura interior | Robin Haase / Ken Skupski                                                             | Julien Benneteau / Jo-Wilfried Tsonga                                   |
| 14 de febrer   | Memphis                           | Dura interior | Andy Roddick                                                                          | Milos Raonic                                                            |
| 14 de febrer   | Memphis                           | Dura interior | Maks Mirni / Daniel Nestor                                                            | Eric Butorac / Jean-Julien Rojer                                        |
| 14 de febrer   | Buenos Aires                      | Terra batuda  | Nicolás Almagro                                                                       | Juan Ignacio Chela                                                      |
| 14 de febrer   | Buenos Aires                      | Terra batuda  | Oliver Marach / Leonardo Mayer                                                        | Franco Ferreiro / André Sá                                              |
| 21 de febrer   | Dubai                             | Dura          | Novak Đoković                                                                         | Roger Federer                                                           |
| 21 de febrer   | Dubai                             | Dura          | Serhí Stakhovski / Mikhaïl Iujni                                                      | Jérémy Chardy / Feliciano López                                         |
| 21 de febrer   | Delray Beach                      | Dura          | Juan Martín del Potro                                                                 | Janko Tipsarević                                                        |
| 21 de febrer   | Delray Beach                      | Dura          | Scott Lipsky / Rajeev Ram                                                             | Christopher Kas / Alexander Peya                                        |
| 21 de febrer   | Acapulco                          | Terra batuda  | David Ferrer                                                                          | Nicolás Almagro                                                         |
| 21 de febrer   | Acapulco                          | Terra batuda  | Victor Hănescu / Horia Tecău                                                          | Marcelo Melo / Bruno Soares                                             |
| 28 de febrer   | Copa Davis (Primera ronda)        |               | Sèrbia · Suècia · Kazakhstan · Argentina · Estats Units · Espanya · Alemanya · França | Índia · Rússia · Txèquia · Romania · Xile · Bèlgica · Croàcia · Àustria |
| 7 de març      | Indian Wells                      | Dura          | Novak Đoković                                                                         | Rafael Nadal                                                            |
| 7 de març      | Indian Wells                      | Dura          | Aleksandr Dolhopòlov / Xavier Malisse                                                 | Roger Federer / Stanislas Wawrinka                                      |
| 21 de març     | Miami                             | Dura          | Novak Đoković                                                                         | Rafael Nadal                                                            |
| 21 de març     | Miami                             | Dura          | Mahesh Bhupathi / Leander Paes                                                        | Maks Mirni / Daniel Nestor                                              |
| 4 d'abril      | Casablanca                        | Terra batuda  | Pablo Andújar                                                                         | Potito Starace                                                          |
| 4 d'abril      | Casablanca                        | Terra batuda  | Robert Lindstedt / Horia Tecău                                                        | Colin Fleming / Igor Zelenay                                            |
| 4 d'abril      | Houston                           | Terra batuda  | Ryan Sweeting                                                                         | Kei Nishikori                                                           |
| 4 d'abril      | Houston                           | Terra batuda  | Bob Bryan / Mike Bryan                                                                | John Isner / Sam Querrey                                                |
| 11 d'abril     | Montecarlo                        | Terra batuda  | Rafael Nadal                                                                          | David Ferrer                                                            |
| 11 d'abril     | Montecarlo                        | Terra batuda  | Bob Bryan / Mike Bryan                                                                | Juan Ignacio Chela / Bruno Soares                                       |
| 18 d'abril     | Barcelona                         | Terra batuda  | Rafael Nadal                                                                          | David Ferrer                                                            |
| 18 d'abril     | Barcelona                         | Terra batuda  | Santiago González / Scott Lipsky                                                      | Bob Bryan / Mike Bryan                                                  |
| 25 d'abril     | Múnic                             | Terra batuda  | Nikolai Davidenko                                                                     | Florian Mayer                                                           |
| 25 d'abril     | Múnic                             | Terra batuda  | Simone Bolelli / Horacio Zeballos                                                     | Andreas Beck / Christopher Kas                                          |
| 25 d'abril     | Belgrad                           | Terra batuda  | Novak Đoković                                                                         | Feliciano López                                                         |
| 25 d'abril     | Belgrad                           | Terra batuda  | František Čermák / Filip Polášek                                                      | Oliver Marach / Alexander Peya                                          |
| 25 d'abril     | Estoril                           | Terra batuda  | Juan Martín del Potro                                                                 | Fernando Verdasco                                                       |
| 25 d'abril     | Estoril                           | Terra batuda  | Eric Butorac / Jean-Julien Rojer                                                      | Marc López / David Marrero                                              |
| 2 de maig      | Madrid                            | Terra batuda  | Novak Đoković                                                                         | Rafael Nadal                                                            |
| 2 de maig      | Madrid                            | Terra batuda  | Bob Bryan / Mike Bryan                                                                | Michaël Llodra / Nenad Zimonjić                                         |
| 9 de maig      | Roma                              | Terra batuda  | Novak Đoković                                                                         | Rafael Nadal                                                            |
| 9 de maig      | Roma                              | Terra batuda  | John Isner / Sam Querrey                                                              | Mardy Fish / Andy Roddick                                               |
| 16 de maig     | Copa del món (Düsseldorf)         | Terra batuda  | Alemanya                                                                              | Argentina                                                               |
| 16 de maig     | Niça                              | Terra batuda  | Nicolás Almagro                                                                       | Victor Hănescu                                                          |
| 16 de maig     | Niça                              | Terra batuda  | Eric Butorac / Jean-Julien Rojer                                                      | Santiago González / David Marrero                                       |
| 23 de maig     | Roland Garros                     | Terra batuda  | Rafael Nadal                                                                          | Roger Federer                                                           |
| 23 de maig     | Roland Garros                     | Terra batuda  | Maks Mirni / Daniel Nestor                                                            | Juan Sebastián Cabal / Eduardo Schwank                                  |
| 23 de maig     | Roland Garros                     | Terra batuda  | Casey Dellacqua / Scott Lipsky                                                        | Katarina Srebotnik / Nenad Zimonjic                                     |
| 6 de juny      | Halle                             | Gespa         | Philipp Kohlschreiber                                                                 | Philipp Petzschner                                                      |
| 6 de juny      | Halle                             | Gespa         | Rohan Bopanna / Aisam-ul-Haq Qureshi                                                  | Robin Haase / Milos Raonic                                              |
| 6 de juny      | Londres                           | Gespa         | Andy Murray                                                                           | Jo-Wilfried Tsonga                                                      |
| 6 de juny      | Londres                           | Gespa         | Bob Bryan / Mike Bryan                                                                | Mahesh Bhupathi / Leander Paes                                          |
| 13 de juny     | 's-Hertogenbosch                  | Gespa         | Dmitri Tursúnov                                                                       | Ivan Dodig                                                              |
| 13 de juny     | 's-Hertogenbosch                  | Gespa         | Daniele Bracciali / František Čermák                                                  | Robert Lindstedt / Horia Tecău                                          |
| 13 de juny     | Eastbourne                        | Gespa         | Andreas Seppi                                                                         | Janko Tipsarević                                                        |
| 13 de juny     | Eastbourne                        | Gespa         | Jonathan Erlich / Andy Ram                                                            | Grígor Dimitrov / Andreas Seppi                                         |
| 20 de juny     | Wimbledon                         | Gespa         | Novak Đoković                                                                         | Rafael Nadal                                                            |
| 20 de juny     | Wimbledon                         | Gespa         | Bob Bryan / Mike Bryan                                                                | Robert Lindstedt / Horia Tecau                                          |
| 20 de juny     | Wimbledon                         | Gespa         | Iveta Benešová / Jürgen Melzer                                                        | Ielena Vesninà / Mahesh Bhupathi                                        |
| 4 de juliol    | Newport                           | Gespa         | John Isner                                                                            | Olivier Rochus                                                          |
| 4 de juliol    | Newport                           | Gespa         | Matthew Ebden / Ryan Harrison                                                         | Johan Brunström / Adil Shamasdin                                        |
| 4 de juliol    | Copa Davis (Quarts de final)      |               | Sèrbia · Argentina · Espanya · França                                                 | Suècia · Kazakhstan · Estats Units · Alemanya                           |
| 11 de juliol   | Stuttgart                         | Terra batuda  | Juan Carlos Ferrero                                                                   | Pablo Andújar                                                           |
| 11 de juliol   | Stuttgart                         | Terra batuda  | Jürgen Melzer / Philipp Petzschner                                                    | Marcel Granollers / Marc López                                          |
| 11 de juliol   | Bastad                            | Terra batuda  | Robin Söderling                                                                       | David Ferrer                                                            |
| 11 de juliol   | Bastad                            | Terra batuda  | Robert Lindstedt / Horia Tecău                                                        | Simon Aspelin / Andreas Siljeström                                      |
| 18 de juliol   | Hamburg                           | Terra batuda  | Gilles Simon                                                                          | Nicolás Almagro                                                         |
| 18 de juliol   | Hamburg                           | Terra batuda  | Oliver Marach / Alexander Peya                                                        | František Čermák / Filip Polášek                                        |
| 18 de juliol   | Atlanta                           | Dura          | Mardy Fish                                                                            | John Isner                                                              |
| 18 de juliol   | Atlanta                           | Dura          | Alex Bogomolov, Jr. / Matthew Ebden                                                   | Matthias Bachinger / Frank Moser                                        |
| 25 de juliol   | Gstaad                            | Terra batuda  | Marcel Granollers                                                                     | Fernando Verdasco                                                       |
| 25 de juliol   | Gstaad                            | Terra batuda  | František Čermák / Filip Polášek                                                      | Christopher Kas / Alexander Peya                                        |
| 25 de juliol   | Los Angeles                       | Dura          | Ernests Gulbis                                                                        | Mardy Fish                                                              |
| 25 de juliol   | Los Angeles                       | Dura          | Mark Knowles / Xavier Malisse                                                         | Somdev Devvarman / Treat Conrad Huey                                    |
| 25 de juliol   | Umag                              | Terra batuda  | Aleksandr Dolhopòlov                                                                  | Marin Čilić                                                             |
| 25 de juliol   | Umag                              | Terra batuda  | Simone Bolelli / Fabio Fognini                                                        | Marin Čilić / Lovro Zovko                                               |
| 1 d'agost      | Kitzbühel                         | Terra batuda  | Robin Haase                                                                           | Albert Montañés                                                         |
| 1 d'agost      | Kitzbühel                         | Terra batuda  | Daniele Bracciali / Santiago González                                                 | Franco Ferreiro / André Sá                                              |
| 1 d'agost      | Washington DC                     | Dura          | Radek Štěpánek                                                                        | Gaël Monfils                                                            |
| 1 d'agost      | Washington DC                     | Dura          | Michaël Llodra / Nenad Zimonjić                                                       | Robert Lindstedt / Horia Tecău                                          |
| 8 d'agost      | Mont-real                         | Dura          | Novak Đoković                                                                         | Mardy Fish                                                              |
| 8 d'agost      | Mont-real                         | Dura          | Michaël Llodra / Nenad Zimonjić                                                       | Bob Bryan / Mike Bryan                                                  |
| 15 d'agost     | Cincinnati                        | Dura          | Andy Murray                                                                           | Novak Đoković                                                           |
| 15 d'agost     | Cincinnati                        | Dura          | Mahesh Bhupathi / Leander Paes                                                        | Michaël Llodra / Nenad Zimonjić                                         |
| 22 d'agost     | Winston-Salem                     | Dura          | John Isner                                                                            | Julien Benneteau                                                        |
| 22 d'agost     | Winston-Salem                     | Dura          | Jonathan Erlich / Andy Ram                                                            | Christopher Kas / Alexander Peya                                        |
| 29 d'agost     | US Open                           | Dura          | Novak Đoković                                                                         | Rafael Nadal                                                            |
| 29 d'agost     | US Open                           | Dura          | Jürgen Melzer / Philipp Petzschner                                                    | Mariusz Fyrstenberg / Marcin Matkowski                                  |
| 29 d'agost     | US Open                           | Dura          | Melanie Oudin / Jack Sock                                                             | Gisela Dulko / Eduardo Schwank                                          |
| 12 de setembre | Copa Davis (Semifinals)           |               | Argentina · Espanya                                                                   | Sèrbia · França                                                         |
| 19 de setembre | Metz                              | Dura interior | Jo-Wilfried Tsonga                                                                    | Ivan Ljubičić                                                           |
| 19 de setembre | Metz                              | Dura interior | Jamie Murray / André Sá                                                               | Lukáš Dlouhý / Marcelo Melo                                             |
| 19 de setembre | Bucarest                          | Terra batuda  | Florian Mayer                                                                         | Pablo Andújar                                                           |
| 19 de setembre | Bucarest                          | Terra batuda  | Daniele Bracciali / Potito Starace                                                    | Julian Knowle / David Marrero                                           |
| 26 de setembre | Bangkok                           | Dura interior | Andy Murray                                                                           | Donald Young                                                            |
| 26 de setembre | Bangkok                           | Dura interior | Oliver Marach / Aisam-ul-Haq Qureshi                                                  | Michael Kohlmann / Alexander Waske                                      |
| 26 de setembre | Kuala Lumpur                      | Dura interior | Janko Tipsarević                                                                      | Markos Bagdatís                                                         |
| 26 de setembre | Kuala Lumpur                      | Dura interior | Eric Butorac / Jean-Julien Rojer                                                      | František Čermák / Filip Polášek                                        |
| 3 d'octubre    | Pequín                            | Dura          | Tomáš Berdych                                                                         | Marin Čilić                                                             |
| 3 d'octubre    | Pequín                            | Dura          | Michaël Llodra / Nenad Zimonjić                                                       | Robert Lindstedt / Horia Tecău                                          |
| 3 d'octubre    | Tòquio                            | Dura          | Andy Murray                                                                           | Rafael Nadal                                                            |
| 3 d'octubre    | Tòquio                            | Dura          | Andy Murray / Jamie Murray                                                            | František Čermák / Filip Polášek                                        |
| 10 d'octubre   | Xangai                            | Dura          | Andy Murray                                                                           | David Ferrer                                                            |
| 10 d'octubre   | Xangai                            | Dura          | Maks Mirni / Daniel Nestor                                                            | Michaël Llodra / Nenad Zimonjić                                         |
| 17 d'octubre   | Estocolm                          | Dura interior | Gaël Monfils                                                                          | Jarkko Nieminen                                                         |
| 17 d'octubre   | Estocolm                          | Dura interior | Rohan Bopanna / Aisam-ul-Haq Qureshi                                                  | Marcelo Melo / Bruno Soares                                             |
| 17 d'octubre   | Moscou                            | Dura interior | Janko Tipsarević                                                                      | Viktor Troicki                                                          |
| 17 d'octubre   | Moscou                            | Dura interior | František Čermák / Filip Polášek                                                      | Carlos Berlocq / David Marrero                                          |
| 24 d'octubre   | Viena                             | Dura interior | Jo-Wilfried Tsonga                                                                    | Juan Martín del Potro                                                   |
| 24 d'octubre   | Viena                             | Dura interior | Bob Bryan / Mike Bryan                                                                | Maks Mirni / Daniel Nestor                                              |
| 24 d'octubre   | Sant Petersburg                   | Dura interior | Marin Čilić                                                                           | Janko Tipsarević                                                        |
| 24 d'octubre   | Sant Petersburg                   | Dura interior | Colin Fleming / Ross Hutchins                                                         | Mikhaïl Ielguin / Alexandre Kudryavtsev                                 |
| 31 d'octubre   | València                          | Dura interior | Marcel Granollers                                                                     | Juan Mónaco                                                             |
| 31 d'octubre   | València                          | Dura interior | Bob Bryan / Mike Bryan                                                                | Eric Butorac / Jean-Julien Rojer                                        |
| 31 d'octubre   | Basilea                           | Dura interior | Roger Federer                                                                         | Kei Nishikori                                                           |
| 31 d'octubre   | Basilea                           | Dura interior | Michaël Llodra / Nenad Zimonjić                                                       | Maks Mirni / Daniel Nestor                                              |
| 7 de novembre  | París                             | Dura interior | Roger Federer                                                                         | Jo-Wilfried Tsonga                                                      |
| 7 de novembre  | París                             | Dura interior | Rohan Bopanna / Aisam-ul-Haq Qureshi                                                  | Julien Benneteau / Nicolas Mahut                                        |
| 20 de novembre | ATP World Tour Finals · (Londres) | Dura interior | Roger Federer                                                                         | Jo-Wilfried Tsonga                                                      |
| 20 de novembre | ATP World Tour Finals · (Londres) | Dura interior | Maks Mirni / Daniel Nestor                                                            | Mariusz Fyrstenberg / Marcin Matkowski                                  |
| 28 de novembre | Copa Davis (Final)                |               | Espanya                                                                               | Argentina                                                               |

## Estadístiques
La següent taula mostra el nombre de títols aconseguits de forma individual (I), dobles (D) i dobles mixtes (X) aconseguits per cada tennista i també per països durant la temporada 2011. Els torneigs estan classificats segons la seva categoria dins el calendari ATP World Tour 2011: Grand Slams, ATP World Tour Finals, ATP World Tour Masters 1000, sèries ATP World Tour 500 i sèries ATP World Tour 250. L'ordre del jugadors s'ha establert a partir del nombre total de títols i després segons la quantitat de títols de cada categoria de tornejos.

### Títols per tennista
| Títols | Tennista              | Grand Slams | Grand Slams | Grand Slams | ATP World Tour Finals | ATP World Tour Finals | ATP World Tour Masters 1000 | ATP World Tour Masters 1000 | ATP World Tour 500 | ATP World Tour 500 | ATP World Tour 250 | ATP World Tour 250 | Resum | Resum | Resum |
| Títols | Tennista              | I           | D           | X           | I                     | D                     | I                           | D                           | I                  | D                  | I                  | D                  | I     | D     | X     |
| ------ | --------------------- | ----------- | ----------- | ----------- | --------------------- | --------------------- | --------------------------- | --------------------------- | ------------------ | ------------------ | ------------------ | ------------------ | ----- | ----- | ----- |
| 10     | Novak Đoković         | ●           |             |             |                       |                       | ●                           |                             | ●                  |                    | ●                  |                    | 10    | 0     | 0     |
| 8      | Bob Bryan             |             | ●           |             |                       |                       |                             | ●                           |                    | ●                  |                    | ●                  | 0     | 8     | 0     |
| 8      | Mike Bryan            |             | ●           |             |                       |                       |                             | ●                           |                    | ●                  |                    | ●                  | 0     | 8     | 0     |
| 6      | Andy Murray           |             |             |             |                       |                       | ●                           |                             | ●                  | ●                  | ●                  |                    | 5     | 1     | 0     |
| 5      | Daniel Nestor         |             | ●           | ●           |                       | ●                     |                             | ●                           |                    | ●                  |                    |                    | 0     | 4     | 1     |
| 4      | Jürgen Melzer         |             | ●           | ●           |                       |                       |                             |                             |                    | ●                  |                    | ●                  | 0     | 3     | 1     |
| 4      | Rafael Nadal          | ●           |             |             |                       |                       | ●                           |                             | ●                  |                    |                    | ●                  | 3     | 1     | 0     |
| 4      | Maks Mirni            |             | ●           |             |                       | ●                     |                             | ●                           |                    | ●                  |                    |                    | 0     | 4     | 0     |
| 4      | Scott Lipsky          |             |             | ●           |                       |                       |                             |                             |                    | ●                  |                    | ●                  | 0     | 3     | 1     |
| 4      | Roger Federer         |             |             |             | ●                     |                       | ●                           |                             | ●                  |                    | ●                  |                    | 4     | 0     | 0     |
| 4      | Michaël Llodra        |             |             |             |                       |                       |                             | ●                           |                    | ●                  |                    |                    | 0     | 4     | 0     |
| 4      | Nenad Zimonjić        |             |             |             |                       |                       |                             | ●                           |                    | ●                  |                    |                    | 0     | 4     | 0     |
| 4      | Aisam-ul-Haq Qureshi  |             |             |             |                       |                       |                             | ●                           |                    |                    |                    | ●                  | 0     | 4     | 0     |
| 4      | Robin Söderling       |             |             |             |                       |                       |                             |                             | ●                  |                    | ●                  |                    | 4     | 0     | 0     |
| 4      | Horia Tecau           |             |             |             |                       |                       |                             |                             |                    | ●                  |                    | ●                  | 0     | 4     | 0     |
| 4      | František Čermák      |             |             |             |                       |                       |                             |                             |                    |                    |                    | ●                  | 0     | 4     | 0     |
| 3      | Philipp Petzschner    |             | ●           |             |                       |                       |                             |                             |                    | ●                  |                    | ●                  | 0     | 3     | 0     |
| 3      | Mahesh Bhupathi       |             |             |             |                       |                       |                             | ●                           |                    |                    |                    | ●                  | 0     | 3     | 0     |
| 3      | Leander Paes          |             |             |             |                       |                       |                             | ●                           |                    |                    |                    | ●                  | 0     | 3     | 0     |
| 3      | John Isner            |             |             |             |                       |                       |                             | ●                           |                    |                    | ●                  |                    | 2     | 1     | 0     |
| 3      | Rohan Bopanna         |             |             |             |                       |                       |                             | ●                           |                    |                    |                    | ●                  | 0     | 3     | 0     |
| 3      | Marcel Granollers     |             |             |             |                       |                       |                             |                             | ●                  |                    | ●                  | ●                  | 2     | 1     | 0     |
| 3      | Oliver Marach         |             |             |             |                       |                       |                             |                             |                    | ●                  |                    | ●                  | 0     | 3     | 0     |
| 3      | Nicolás Almagro       |             |             |             |                       |                       |                             |                             |                    |                    | ●                  |                    | 3     | 0     | 0     |
| 3      | Daniele Bracciali     |             |             |             |                       |                       |                             |                             |                    |                    |                    | ●                  | 0     | 3     | 0     |
| 3      | Eric Butorac          |             |             |             |                       |                       |                             |                             |                    |                    |                    | ●                  | 0     | 3     | 0     |
| 3      | Filip Polášek         |             |             |             |                       |                       |                             |                             |                    |                    |                    | ●                  | 0     | 3     | 0     |
| 3      | Jean-Julien Rojer     |             |             |             |                       |                       |                             |                             |                    |                    |                    | ●                  | 0     | 3     | 0     |
| 2      | Aleksandr Dolhopòlov  |             |             |             |                       |                       |                             | ●                           |                    |                    | ●                  |                    | 1     | 1     | 0     |
| 2      | Xavier Malisse        |             |             |             |                       |                       |                             | ●                           |                    |                    |                    | ●                  | 0     | 2     | 0     |
| 2      | David Ferrer          |             |             |             |                       |                       |                             |                             | ●                  |                    | ●                  |                    | 2     | 0     | 0     |
| 2      | Gilles Simon          |             |             |             |                       |                       |                             |                             | ●                  |                    | ●                  |                    | 2     | 0     | 0     |
| 2      | Santiago González     |             |             |             |                       |                       |                             |                             |                    | ●                  |                    | ●                  | 0     | 2     | 0     |
| 2      | Jamie Murray          |             |             |             |                       |                       |                             |                             |                    | ●                  |                    | ●                  | 1     | 1     | 0     |
| 2      | Juan Martín del Potro |             |             |             |                       |                       |                             |                             |                    |                    | ●                  |                    | 2     | 0     | 0     |
| 2      | Janko Tipsarević      |             |             |             |                       |                       |                             |                             |                    |                    | ●                  |                    | 2     | 0     | 0     |
| 2      | Jo-Wilfried Tsonga    |             |             |             |                       |                       |                             |                             |                    |                    | ●                  |                    | 2     | 0     | 0     |
| 2      | Robin Haase           |             |             |             |                       |                       |                             |                             |                    |                    | ●                  | ●                  | 1     | 1     | 0     |
| 2      | Tommy Robredo         |             |             |             |                       |                       |                             |                             |                    |                    | ●                  | ●                  | 1     | 1     | 0     |
| 2      | Simone Bolelli        |             |             |             |                       |                       |                             |                             |                    |                    |                    | ●                  | 0     | 2     | 0     |
| 2      | Lukáš Dlouhý          |             |             |             |                       |                       |                             |                             |                    |                    |                    | ●                  | 0     | 2     | 0     |
| 2      | Matthew Ebden         |             |             |             |                       |                       |                             |                             |                    |                    |                    | ●                  | 0     | 2     | 0     |
| 2      | Jonathan Erlich       |             |             |             |                       |                       |                             |                             |                    |                    |                    | ●                  | 0     | 2     | 0     |
| 2      | Paul Hanley           |             |             |             |                       |                       |                             |                             |                    |                    |                    | ●                  | 0     | 2     | 0     |
| 2      | Robert Lindstedt      |             |             |             |                       |                       |                             |                             |                    |                    |                    | ●                  | 0     | 2     | 0     |
| 2      | Marcelo Melo          |             |             |             |                       |                       |                             |                             |                    |                    |                    | ●                  | 0     | 2     | 0     |
| 2      | Rajeev Ram            |             |             |             |                       |                       |                             |                             |                    |                    |                    | ●                  | 0     | 2     | 0     |
| 2      | Andy Ram              |             |             |             |                       |                       |                             |                             |                    |                    |                    | ●                  | 0     | 2     | 0     |
| 2      | Bruno Soares          |             |             |             |                       |                       |                             |                             |                    |                    |                    | ●                  | 0     | 2     | 0     |
| 1      | Jack Sock             |             |             | ●           |                       |                       |                             |                             |                    |                    |                    |                    | 0     | 0     | 1     |
| 1      | Sam Querrey           |             |             |             |                       |                       |                             | ●                           |                    |                    |                    |                    | 0     | 1     | 0     |
| 1      | Tomáš Berdych         |             |             |             |                       |                       |                             |                             | ●                  |                    |                    |                    | 1     | 0     | 0     |
| 1      | Andy Roddick          |             |             |             |                       |                       |                             |                             | ●                  |                    |                    |                    | 1     | 0     | 0     |
| 1      | Radek Štěpánek        |             |             |             |                       |                       |                             |                             | ●                  |                    |                    |                    | 1     | 0     | 0     |
| 1      | Victor Hănescu        |             |             |             |                       |                       |                             |                             |                    | ●                  |                    |                    | 0     | 1     | 0     |
| 1      | Alexander Peya        |             |             |             |                       |                       |                             |                             |                    | ●                  |                    |                    | 0     | 1     | 0     |
| 1      | Serhí Stakhovski      |             |             |             |                       |                       |                             |                             |                    | ●                  |                    |                    | 0     | 1     | 0     |
| 1      | Mikhaïl Iujni         |             |             |             |                       |                       |                             |                             |                    | ●                  |                    |                    | 0     | 1     | 0     |
| 1      | Kevin Anderson        |             |             |             |                       |                       |                             |                             |                    |                    | ●                  |                    | 1     | 0     | 0     |
| 1      | Pablo Andújar         |             |             |             |                       |                       |                             |                             |                    |                    | ●                  |                    | 1     | 0     | 0     |
| 1      | Marin Čilić           |             |             |             |                       |                       |                             |                             |                    |                    | ●                  |                    | 1     | 0     | 0     |
| 1      | Nikolai Davidenko     |             |             |             |                       |                       |                             |                             |                    |                    | ●                  |                    | 1     | 0     | 0     |
| 1      | Ivan Dodig            |             |             |             |                       |                       |                             |                             |                    |                    | ●                  |                    | 1     | 0     | 0     |
| 1      | Juan Carlos Ferrero   |             |             |             |                       |                       |                             |                             |                    |                    | ●                  |                    | 1     | 0     | 0     |
| 1      | Mardy Fish            |             |             |             |                       |                       |                             |                             |                    |                    | ●                  |                    | 1     | 0     | 0     |
| 1      | Ernests Gulbis        |             |             |             |                       |                       |                             |                             |                    |                    | ●                  |                    | 1     | 0     | 0     |
| 1      | Philipp Kohlschreiber |             |             |             |                       |                       |                             |                             |                    |                    | ●                  |                    | 1     | 0     | 0     |
| 1      | Florian Mayer         |             |             |             |                       |                       |                             |                             |                    |                    | ●                  |                    | 1     | 0     | 0     |
| 1      | Gaël Monfils          |             |             |             |                       |                       |                             |                             |                    |                    | ●                  |                    | 1     | 0     | 0     |
| 1      | Milos Raonic          |             |             |             |                       |                       |                             |                             |                    |                    | ●                  |                    | 1     | 0     | 0     |
| 1      | Andreas Seppi         |             |             |             |                       |                       |                             |                             |                    |                    | ●                  |                    | 1     | 0     | 0     |
| 1      | Ryan Sweeting         |             |             |             |                       |                       |                             |                             |                    |                    | ●                  |                    | 1     | 0     | 0     |
| 1      | Dmitri Tursúnov       |             |             |             |                       |                       |                             |                             |                    |                    | ●                  |                    | 1     | 0     | 0     |
| 1      | Stanislas Wawrinka    |             |             |             |                       |                       |                             |                             |                    |                    | ●                  |                    | 1     | 0     | 0     |
| 1      | Alex Bogomolov, Jr.   |             |             |             |                       |                       |                             |                             |                    |                    |                    | ●                  | 0     | 1     | 0     |
| 1      | James Cerretani       |             |             |             |                       |                       |                             |                             |                    |                    |                    | ●                  | 0     | 1     | 0     |
| 1      | Colin Fleming         |             |             |             |                       |                       |                             |                             |                    |                    |                    | ●                  | 0     | 1     | 0     |
| 1      | Fabio Fognini         |             |             |             |                       |                       |                             |                             |                    |                    |                    | ●                  | 0     | 1     | 0     |
| 1      | Ryan Harrison         |             |             |             |                       |                       |                             |                             |                    |                    |                    | ●                  | 0     | 1     | 0     |
| 1      | Ross Hutchins         |             |             |             |                       |                       |                             |                             |                    |                    |                    | ●                  | 0     | 1     | 0     |
| 1      | Mark Knowles          |             |             |             |                       |                       |                             |                             |                    |                    |                    | ●                  | 0     | 1     | 0     |
| 1      | Marc López            |             |             |             |                       |                       |                             |                             |                    |                    |                    | ●                  | 0     | 1     | 0     |
| 1      | Leonardo Mayer        |             |             |             |                       |                       |                             |                             |                    |                    |                    | ●                  | 0     | 1     | 0     |
| 1      | Dick Norman           |             |             |             |                       |                       |                             |                             |                    |                    |                    | ●                  | 0     | 1     | 0     |
| 1      | André Sá              |             |             |             |                       |                       |                             |                             |                    |                    |                    | ●                  | 0     | 1     | 0     |
| 1      | Adil Shamasdin        |             |             |             |                       |                       |                             |                             |                    |                    |                    | ●                  | 0     | 1     | 0     |
| 1      | Ken Skupski           |             |             |             |                       |                       |                             |                             |                    |                    |                    | ●                  | 0     | 1     | 0     |
| 1      | Daniele Bracciali     |             |             |             |                       |                       |                             |                             |                    |                    |                    | ●                  | 0     | 1     | 0     |
| 1      | Horacio Zeballos      |             |             |             |                       |                       |                             |                             |                    |                    |                    | ●                  | 0     | 1     | 0     |

### Títols per país
| Títols | País          | Grand Slams | Grand Slams | Grand Slams | ATP World Tour Finals | ATP World Tour Finals | ATP World Tour Masters 1000 | ATP World Tour Masters 1000 | ATP World Tour 500 | ATP World Tour 500 | ATP World Tour 250 | ATP World Tour 250 | Resum | Resum | Resum |
| Títols | País          | I           | D           | X           | I                     | D                     | I                           | D                           | I                  | D                  | I                  | D                  | I     | D     | X     |
| ------ | ------------- | ----------- | ----------- | ----------- | --------------------- | --------------------- | --------------------------- | --------------------------- | ------------------ | ------------------ | ------------------ | ------------------ | ----- | ----- | ----- |
| 25     | Estats Units  |             | 2           | 2           |                       |                       |                             | 3                           | 1                  | 2                  | 4                  | 11                 | 5     | 18    | 2     |
| 16     | Sèrbia        | 3           |             |             |                       |                       | 5                           | 1                           | 1                  | 3                  | 3                  |                    | 12    | 4     | 0     |
| 15     | Espanya       | 1           |             |             |                       |                       | 1                           |                             | 3                  |                    | 8                  | 2                  | 13    | 2     | 0     |
| 9      | Regne Unit    |             |             |             |                       |                       | 2                           |                             | 1                  | 1                  | 2                  | 3                  | 5     | 4     | 0     |
| 9      | França        |             |             |             |                       |                       |                             | 1                           | 1                  | 3                  | 4                  |                    | 5     | 4     | 0     |
| 8      | Txèquia       |             |             |             |                       |                       |                             |                             | 2                  |                    |                    | 6                  | 2     | 6     | 0     |
| 7      | Canadà        |             | 1           | 1           |                       | 1                     |                             | 1                           |                    | 1                  | 1                  | 1                  | 1     | 5     | 1     |
| 7      | Àustria       |             | 1           | 1           |                       |                       |                             |                             |                    | 2                  |                    | 3                  | 0     | 6     | 1     |
| 6      | Índia         |             |             |             |                       |                       |                             | 3                           |                    |                    |                    | 3                  | 0     | 5     | 0     |
| 6      | Suècia        |             |             |             |                       |                       |                             |                             | 1                  |                    | 3                  | 2                  | 4     | 2     | 0     |
| 6      | Itàlia        |             |             |             |                       |                       |                             |                             |                    |                    | 1                  | 5                  | 1     | 5     | 0     |
| 5      | Suïssa        |             |             |             | 1                     |                       | 1                           |                             | 1                  |                    | 2                  |                    | 5     | 0     | 0     |
| 5      | Alemanya      |             | 1           |             |                       |                       |                             |                             |                    | 1                  | 2                  | 1                  | 2     | 3     | 0     |
| 4      | Belarús       |             | 1           |             |                       | 1                     |                             | 1                           |                    | 1                  |                    |                    | 0     | 4     | 0     |
| 4      | Pakistan      |             |             |             |                       |                       |                             | 1                           |                    |                    |                    | 3                  | 0     | 4     | 0     |
| 4      | Romania       |             |             |             |                       |                       |                             |                             |                    | 1                  |                    | 3                  | 0     | 4     | 0     |
| 4      | Argentina     |             |             |             |                       |                       |                             |                             |                    |                    | 2                  | 2                  | 2     | 2     | 0     |
| 4      | Austràlia     |             |             |             |                       |                       |                             |                             |                    |                    |                    | 4                  | 0     | 4     | 0     |
| 3      | Ucraïna       |             |             |             |                       |                       |                             | 1                           |                    | 1                  | 1                  |                    | 1     | 2     | 0     |
| 3      | Bèlgica       |             |             |             |                       |                       |                             | 1                           |                    |                    |                    | 2                  | 0     | 3     | 0     |
| 3      | Rússia        |             |             |             |                       |                       |                             |                             |                    | 1                  | 2                  |                    | 2     | 1     | 0     |
| 3      | Brasil        |             |             |             |                       |                       |                             |                             |                    |                    |                    | 3                  | 0     | 3     | 0     |
| 3      | Curaçao       |             |             |             |                       |                       |                             |                             |                    |                    |                    | 3                  | 0     | 3     | 0     |
| 3      | Eslovàquia    |             |             |             |                       |                       |                             |                             |                    |                    |                    | 3                  | 0     | 3     | 0     |
| 2      | Mèxic         |             |             |             |                       |                       |                             |                             |                    | 1                  |                    | 1                  | 0     | 2     | 0     |
| 2      | Croàcia       |             |             |             |                       |                       |                             |                             |                    |                    | 2                  |                    | 2     | 0     | 0     |
| 2      | Països Baixos |             |             |             |                       |                       |                             |                             |                    |                    | 1                  | 1                  | 1     | 1     | 0     |
| 2      | Israel        |             |             |             |                       |                       |                             |                             |                    |                    |                    | 2                  | 0     | 2     | 0     |
| 1      | Letònia       |             |             |             |                       |                       |                             |                             |                    |                    | 1                  |                    | 1     | 0     | 0     |
| 1      | Sud-àfrica    |             |             |             |                       |                       |                             |                             |                    |                    | 1                  |                    | 1     | 0     | 0     |
| 1      | Bahames       |             |             |             |                       |                       |                             |                             |                    |                    |                    | 1                  | 0     | 1     | 0     |

## Rànquings
Les següents taules indiquen els rànquings de l'ATP amb els vint millors tennistes individuals i dobles, i les deu millors parelles de la temporada 2011.

### Individual
| Rànquing individual ATP 2011 | Rànquing individual ATP 2011 | Rànquing individual ATP 2011 | Rànquing individual ATP 2011 | Rànquing individual ATP 2011 | Rànquing individual ATP 2011 |
| Pos.                         | Tennista                     | Punts                        | Torneigs                     | Ant.                         | Mov.                         |
| ---------------------------- | ---------------------------- | ---------------------------- | ---------------------------- | ---------------------------- | ---------------------------- |
| 1                            | Novak Đoković                | 13.675                       | 19                           | 3                            | 2                            |
| 2                            | Rafael Nadal                 | 9.575                        | 20                           | 1                            | 1                            |
| 3                            | Roger Federer                | 8.170                        | 19                           | 2                            | 1                            |
| 4                            | Andy Murray                  | 7.380                        | 19                           | 4                            | =                            |
| 5                            | David Ferrer                 | 4.880                        | 23                           | 7                            | 2                            |
| 6                            | Jo-Wilfried Tsonga           | 4.335                        | 25                           | 13                           | 7                            |
| 7                            | Tomáš Berdych                | 3.700                        | 24                           | 6                            | 1                            |
| 8                            | Mardy Fish                   | 2.965                        | 24                           | 16                           | 8                            |
| 9                            | Janko Tipsarević             | 2.595                        | 28                           | 49                           | 40                           |
| 10                           | Nicolás Almagro              | 2.380                        | 27                           | 15                           | 5                            |
| 11                           | Juan Martín del Potro        | 2.315                        | 22                           | 258                          | 247                          |
| 12                           | Gilles Simon                 | 2.165                        | 28                           | 41                           | 29                           |
| 13                           | Robin Söderling              | 2.120                        | 22                           | 5                            | 8                            |
| 14                           | Andy Roddick                 | 1.940                        | 20                           | 8                            | 6                            |
| 15                           | Gaël Monfils                 | 1.935                        | 23                           | 12                           | 3                            |
| 16                           | Aleksandr Dolhopòlov         | 1.925                        | 30                           | 48                           | 32                           |
| 17                           | Stanislas Wawrinka           | 1.820                        | 23                           | 21                           | 4                            |
| 18                           | John Isner                   | 1.800                        | 23                           | 19                           | 1                            |
| 19                           | Richard Gasquet              | 1.765                        | 21                           | 30                           | 11                           |
| 20                           | Feliciano López              | 1.755                        | 28                           | 32                           | 12                           |

#### Evolució número 1
| Tennista      | Data inici          | Data fi             | Setmanes |
| ------------- | ------------------- | ------------------- | -------- |
| Rafael Nadal  | Final 2010          | 3 de juliol de 2011 | 26       |
| Novak Đoković | 4 de juliol de 2011 | Final 2011          | 26       |

### Dobles
| Rànquing dobles ATP 2011 | Rànquing dobles ATP 2011 | Rànquing dobles ATP 2011 | Rànquing dobles ATP 2011 | Rànquing dobles ATP 2011 | Rànquing dobles ATP 2011 |
| Pos.                     | Tennista                 | Punts                    | Torneigs                 | Ant.                     | Mov.                     |
| ------------------------ | ------------------------ | ------------------------ | ------------------------ | ------------------------ | ------------------------ |
| 1                        | Bob Bryan                | 9.920                    | 24                       | 1                        | =                        |
| =                        | Mike Bryan               | 9.920                    | 24                       | 1                        | =                        |
| 3                        | Maks Mirni               | 8.210                    | 23                       | 7                        | 4                        |
| 4                        | Daniel Nestor            | 8.210                    | 24                       | 3                        | 1                        |
| 5                        | Michaël Llodra           | 7.595                    | 21                       | 29                       | 24                       |
| 6                        | Nenad Zimonjić           | 7.500                    | 25                       | 4                        | 1                        |
| 7                        | Mahesh Bhupathi          | 5.270                    | 20                       | 6                        | 1                        |
| 8                        | Leander Paes             | 5.170                    | 17                       | 5                        | 3                        |
| 9                        | Aisam-ul-Haq Qureshi     | 4.720                    | 29                       | 18                       | 9                        |
| 10                       | Philipp Petzschner       | 4.605                    | 29                       | 20                       | 10                       |
| 11                       | Rohan Bopanna            | 4.560                    | 28                       | 16                       | 5                        |
| 12                       | Horia Tecău              | 4.310                    | 30                       | 19                       | 7                        |
| 13                       | Jürgen Melzer            | 4.260                    | 19                       | 8                        | 5                        |
| 14                       | Marcin Matkowski         | 4.195                    | 27                       | 12                       | 2                        |
| =                        | Mariusz Fyrstenberg      | 4.195                    | 27                       | 12                       | 2                        |
| 16                       | Robert Lindstedt         | 3.910                    | 26                       | 21                       | 5                        |
| 17                       | Oliver Marach            | 3.100                    | 30                       | 11                       | 6                        |
| 18                       | Alexander Peya           | 2.890                    | 31                       | 103                      | 81                       |
| 19                       | Bruno Soares             | 2.840                    | 31                       | 35                       | 16                       |
| 20                       | Eric Butorac             | 2.700                    | 30                       | 36                       | 16                       |
| =                        | Jean-Julien Rojer        | 2.700                    | 30                       | 41                       | 21                       |

| Rànquing parelles ATP 2011 | Rànquing parelles ATP 2011             | Rànquing parelles ATP 2011 | Rànquing parelles ATP 2011 | Rànquing parelles ATP 2011 | Rànquing parelles ATP 2011 |
| Pos.                       | Parella                                | Punts                      | Torneigs                   | Ant.                       | Mov.                       |
| -------------------------- | -------------------------------------- | -------------------------- | -------------------------- | -------------------------- | -------------------------- |
| 1                          | Bob Bryan · Mike Bryan                 | 10.410                     | 25                         | 1                          | =                          |
| 2                          | Maks Mirni · Daniel Nestor             | 8.480                      | 23                         | −                          | Augment                    |
| 3                          | Michaël Llodra · Nenad Zimonjić        | 7.500                      | 21                         | −                          | Augment                    |
| 4                          | Mahesh Bhupathi · Leander Paes         | 5.170                      | 17                         | 223                        | 219                        |
| 5                          | Rohan Bopanna · Aisam-ul-Haq Qureshi   | 4.650                      | 28                         | 8                          | 3                          |
| 6                          | Robert Lindstedt · Horia Tecău         | 4.240                      | 25                         | 11                         | 5                          |
| 7                          | Jürgen Melzer · Philipp Petzschner     | 4.210                      | 16                         | 10                         | 3                          |
| 8                          | Mariusz Fyrstenberg · Marcin Matkowski | 4.070                      | 27                         | 4                          | 4                          |
| 9                          | Eric Butorac · Jean-Julien Rojer       | 3.150                      | 30                         | 19                         | 10                         |
| 10                         | Marcelo Melo · Bruno Soares            | 2.345                      | 27                         | 14                         | 4                          |